# Emballonura monticola
Emballonura monticola är en fladdermusart som beskrevs av Coenraad Jacob Temminck 1838. Emballonura monticola ingår i släktet Emballonura och familjen frisvansade fladdermöss. IUCN kategoriserar arten globalt som livskraftig. Inga underarter finns listade i Catalogue of Life.
Arten är med en längd av 40 till 45 mm och en vikt av 4 till 5 g en av de mindre medlemmarna av sitt släkte. Den når en vingspann av 260 till 265 mm. Fladdermusens päls är på ovansidan rödbrun till mörkbrun och vid buken ljusare brun. Flygmembranen har en svart färg. Huvudet kännetecknas av trekantiga öron, ganska stora ögon samt avsaknaden av en hudflik (blad) vid näsan. Svansen är delvis gömd i den del av flygmembranen som ligger mellan bakbenen. Liksom andra arter av samma släkte har Emballonura monticola fyra övre framtänder och knölarna på molarerna bildar ett W.
Enligt en annan källa blir arten betydlig större med en vikt mellan 30 och 40 g.
Denna fladdermus förekommer i Sydostasien på Malackahalvön, på Sumatra, på Borneo, på Java, på Sulawesi och på flera mindre öar i regionen. Arten lever i låglandet och i kulliga områden. Habitatet utgörs av olika slags skogar.
Individerna vilar i kalkstensgrottor, i bergssprickor under omkullkastade träd och i hålrum som skapades av människor (gruvor, tunnlar). Där bildas kolonier med 50 till 100 medlemmar.
Arten jagar olika insekter under natten eller sällan på dagen (i skuggiga skogsområden). Den hittar sina byten med hjälp av ekolokalisering. I viss mån ingår frukter i födan. Hos de flesta populationer förekommer två parningstider, en i februari och mars och den andra i oktober och november. Honan föder allmänt en unge per kull. Ungen håller sig fast i moderns päls och följer med under flyget. Ungefär efter ett år blir ungen självständig.